# 1938
Het jaar 1938 is een jaartal volgens de christelijke jaartelling.

## Gebeurtenissen
januari
- 1 - Het Belgisch Vakverbond, voorloper van het ABVV, wordt opgericht.
- 1 - De N.V. Nederlandsche Spoorwegen wordt opgericht uit een fusie van de Hollandsche IJzeren Spoorweg-Maatschappij en de Maatschappij tot Exploitatie van Staatsspoorwegen.

- Bioscoopjournaal uit januari 1938 met nieuwsgierigen voor Paleis Soestdijk in verband met de verwachte geboorte van het eerste kind uit het huwelijk van kroonprinses Juliana en haar man prins Bernhard. Diverse mensen en voertuigen die het hek van het paleis passeren of ervoor blijven staan. Een politieagent regelt het verkeer.
- Bioscoopjournaal uit januari 1938. Een zilvervossenfarm in de omgeving van Amerongen en het uiteindelijke product voor de kledingindustrie.
- Bioscoopjournaal uit januari 1938. Anton Philips en zijn vrouw nemen afscheid van een aantal mensen en vertrekken per stoomtrein van het station van Arnhem. Zij gaan op reis naar Nederlands-Indië, waar zij ongeveer een half jaar zullen blijven.

februari
- 24 - De Amerikaanse firma DuPont brengt de eerste tandenborstel gemaakt van nylon op de markt.

- Bioscoopjournaal uit februari 1938. Lerares geeft schoolkinderen verkeersles met behulp van een maquette.
- Reportage uit februari 1938 van de PHOHI ter gelegenheid van het 50-jarig bestaan van de fonograaf, uitgevonden door Thomas Alva Edison.

maart
- 3 - In de bodem van Saoedi-Arabië wordt een grote hoeveelheid aardolie gevonden.
- 11 - Na chantage van Hitler en om een oorlog met nazi-Duitsland te vermijden treedt Oostenrijks kanselier Kurt Schuschnigg af.
- 12 - Nazileider Arthur Seyss-Inquart wordt benoemd tot nieuwe kanselier van Oostenrijk. Diens eerste daad is het versturen van een, tevoren opgesteld, telegram waarin hij Duitsland vraagt om het Duits leger te zenden om vrede en veiligheid te brengen, en om bloedvergieten te voorkomen.
- 13 - Seyss-Inquart proclameert de anschluss van Oostenrijk bij nazi-Duitsland, waarna het de oostprovincie van het Derde Rijk wordt genoemd.
- 15 - Tijdens de jaarbeurs in Utrecht vindt in aanwezigheid van prins Bernhard een demonstratie plaats van de Nederlandse experimentele televisie. Onder leiding van Erik de Vries spelen Wim Kan en Corry Vonk voor de camera.
- 18 - Expropiación Petrolera: de Mexicaanse president Lázaro Cárdenas nationaliseert de olie-industrie.

- Bioscoopjournaal uit maart 1938. Beelden van marcherende deelnemers aan de derde Kalorama-wandeltocht in de omgeving van Nijmegen (onder anderen militairen en verenigingen).
- Bioscoopjournaal uit maart 1938. Door de nieuwe boogbrug over het Amsterdam-Rijnkanaal is de verkeersweg tussen Amsterdam en Utrecht bij Loenersloot aanmerkelijk verbeterd.

april
- 6 - De Amerikaanse chemicus Roy Plunkett ontdekt bij toeval Teflon.
- 7 - Op zeven Nederlandse spoorlijnen wordt de elektrificatie met 1500 volt gelijkspanning in gebruik genomen: Amsterdam Weesperpoort-Utrecht-Arnhem, Amsterdam Weesperpoort-Amsterdam CS, de verbindingsbaan bij Amsterdam Weesterpoort van Amsterdam CS richting Utrecht, Utrecht-Eindhoven Centraal, Utrecht-Rotterdam Maas, Gouda-Den Haag SS en Den Haag SS-Den Haag HS.
- 21 - Bij uitgeverij Dupuis in Charleroi rolt de eerste editie van de pers van het nieuwe striptijdschrift Spirou.
- In Frankrijk valt de Volksfrontregering van Léon Blum. In haar plaats treedt een rechtse coalitie onder Édouard Daladier aan.

mei
- 7 - De Nederlandse minister van Justitie Goseling kondigt een streng vluchtelingenbeleid aan.
- 15 - De jonge socialist Paul-Henri Spaak wordt premier van België.
- 26 - De eerste uitzending van de AVRO-radioquiz Hersengymnastiek vindt plaats.

- Bioscoopjournaal uit mei 1938. Beelden van de Vrouwenvredesgang te Den Haag.
- Bioscoopjournaal uit mei 1938. Voorbereidingen voor de autoraces te Zandvoort, die op 3 juni 1939 zullen worden gehouden. Aanleg van de racebaan en bouwen van tribunes. Met een aantal notabelen (onder anderen burgemeester van Zandvoort H. van Alphen), organisatoren en coureurs.
- Bioscoopjournaal uit mei 1938. Vliegfeesten op vliegveld Eelde.

juni
- 1 - Het eerste nummer verschijnt van het blad action comics, met daarin de eerste aflevering van de strip superman.
- 11 - Aardbeving bij Zulzeke in België met een sterkte van 5,6 op de schaal van Richter.
- 15 - De Hongaarse journalist en uitvinder László Bíró ontvangt een patent voor zijn uitvinding van de balpen.
- 19 - Italië wint in Frankrijk zijn tweede voetbalwereldtitel door Hongarije in de finale van het WK met 4-2 te verslaan.
- 22 - De jezuïet LaFarge, schrijver van Interracial Justice, krijgt van Paus Pius XI opdracht voor het concipiëren van een encycliek waarin racisme en antisemitisme ondubbelzinnig worden veroordeeld. Humani Generis Unitas zal echter door de dood van de paus nooit verschijnen.

- Bioscoopjournaal uit juni 1938. De inzegening van de vissersvloot van Zierikzee.

juli
- 3 - De Engelse stoomlocomotief Mallard behaalt op de East Coast Main Line bij Stoke Bank, zuidelijk van Grantham, een recordsnelheid van bijna 203 km/h. Deze tijd zal in het stoomtijdperk niet meer worden overtroffen.
- 10 - De Amerikaanse luchtvaartpionier en playboy Howard Hughes voltooit in een Lockheed Super Electra een vlucht rond de wereld in drie dagen en 19 uur, vier uur sneller dan het vorige record.
- 13 - Kunstverzamelaar Hélène Kröller-Müller opent op de Hoge Veluwe haar kunstmuseum.
- 25 - In België wordt bij wet de Orde der Geneesheeren opgericht, waarbij alle artsen zijn aangesloten.
- 28 - De Braziliaanse bendeleider Lampião loopt in een hinderlaag en wordt met zijn vrouw Maria Bonita en negen andere bendeleden door de politie doodgeschoten.
- 29 - Oud-premier Jan Roedzoetak van de Sovjet-Unie en de Oekraïense partijleider Stanislav Kosior worden ter dood veroordeeld en geëxecuteerd.
- 31 - De Ronde van Frankrijk wordt gewonnen door de Italiaan Gino Bartali, met als tweede de Belg Félicien Vervaecke.

- Bioscoopjournaal uit juli 1938. De wedstrijd waterpolo tussen Nederland en België in het openluchtzwembad De Krommerijn te Utrecht (uitslag 2-3).
- Bioscoopjournaal uit juli 1938. De Nijmeegse Vierdaagse te Nijmegen.

augustus
- 28 - De Nederlands-Limburgse stad Sittard haalt het wereldnieuws als op zondagmorgen twee circusleeuwen uit hun kooi ontsnappen. De een wandelt over het overvolle marktplein, en de ander gaat de ook al overvolle Sint-Michielskerk binnen, waar de hoogmis wordt opgedragen op het feest van de stadspatrones Rosa van Lima. Hij ijsbeert heen en weer op het priesterkoor, terwijl de parochianen zich niet durven verroeren. Oppassers weten beide dieren te vangen zonder dat iemand een schram heeft opgelopen.

- Bioscoopjournaal uit augustus 1938. Een zeevaartdag met een vlootschouw en manoeuvres te Scheveningen. Met onder andere een defilé van de Koninklijke Marine op de boulevard, eskaders vliegtuigen van de Marine Luchtvaart Dienst (MLD), oorlogsschepen op zee.
- Bioscoopjournaal uit augustus 1938. De wereldkampioenschappen wielrennen op de baan in het Olympisch Stadion te Amsterdam.
- Bioscoopjournaal uit augustus 1938. De wereldkampioenschappen wielrennen op de weg te Valkenburg. De Zwitser Hans Knecht werd wereldkampioen bij de amateurs. Marcel Kint werd de winnaar bij de wegrit van de profs. Het was de laatste editie voor de Tweede Wereldoorlog.
- Bioscoopjournaal uit augustus 1938. Versieringen van gebouwen (o.a. Paleis Noordeinde) een tram, gevels, straten en feestverlichting op verschillende plaatsen in Den Haag tgv het 40-jarige regeringsjubileum van koningin Wilhelmina.

september
- 2 - In de provincie Iskender van het Franse mandaatgebied Syrië wordt tijdens rellen tussen Turken en Arabieren de Republiek Hatay uitgeroepen. Deze republiek staat onder gezamenlijk Frans-Turks militair toezicht, terwijl de regering onder grote Turkse invloed staat.
- 6 - Defilé in Amsterdam ter gelegenheid van het veertigjarig regeringsjubileum van koningin Wilhelmina, gehouden voor het Paleis op de Dam: afgevaardigden van alle Nederlandse gemeenten toonden hun vlaggen.
- 8 - Het Nederlandse passagiersschip "Oranje" wordt te water gelaten.
- 20 - De belangrijkste nylonsoort Polyamide 66 wordt gepatenteerd door Wallace Carothers van het Amerikaanse chemische bedrijf DuPont en sindsdien ook verkocht.
- 22 - Première op Broadway van de musical Hellzapoppin', waarin elementen van jazz, slapstick en lindyhop zijn verwerkt. De teksten worden voortdurend geactualiseerd.
- 24 - De Amerikaanse tennisser Don Budge wint als eerste de vier Grand Slamtoernooien in hetzelfde jaar.
- 27 - De boot Queen Elisabeth wordt te water gelaten en gedoopt door prinses Elisabeth. Dit schip zal later een rol spelen in WO II.
- 29 - Het Verdrag van München wordt gesloten: Frankrijk en het Verenigd Koninkrijk stemmen in met de Duitse annexatie van de regio Sudetenland in Tsjecho-Slowakije in ruil voor Hitlers belofte dat het daarmee afgelopen zou zijn met de Duitse drang tot gebiedsuitbreiding (Peace in our time).
- 30 - Het eerste nummer van het weekblad Margriet wordt uitgegeven door De Geïllustreerde Pers.
- september - Premier Negrín kondigt aan, dat de Spaanse Republiek afscheid gaat nemen van de Internationale Brigades.

oktober
- 22 - De Nederlandse NSB-leider Anton Mussert sluit de NSB voor joden. Zij die al lid zijn, mogen wel blijven.
- 22 - De Amerikaan Chester Carlson maakt de eerste fotokopie.
- 28 - Nummer 28 van het Waalse striptijdschrift Spirou verschijnt in Vlaanderen onder de naam Robbedoes.

november
- Hongarije bezet een deel van het zuiden van Slowakije.
- Nacht van 9 op 10 november - De Kristallnacht: in een door de NSDAP georganiseerde pogrom worden in Duitsland 267 synagoges in brand gestoken, 7500 winkels en bedrijven van joden vernield, 1000 joodse mannen en jongens gearresteerd en 92 joden vermoord.
- 10 - De Turkse president Atatürk sterft. Hij wordt opgevolgd door premier Ismet Inönü.
- 25 - Mussert komt met het Guyanaplan: hij wil de joodse vluchtelingen, het "volk zonder land", overbrengen naar het "land zonder volk", te weten Suriname en de beide Guyana's.

- Bioscoopjournaal uit november 1938 over het verongelukte KLM-vliegtuig de "Ekster" (Lockheed Super Electra), dat kort na de start neerstortte en in brand vloog. Daarbij kwamen de vier bemanningsleden om het leven.
- Bioscoopjournaal uit november 1938. De fabricage van gasmaskers in een fabriek te Heveadorp. Dan volgt een voorlichtingsfilmpje waarin het gebruik van de gasmaskers in een oorlogssituatie wordt gedemonstreerd.

december
- 10 - Truus Wijsmuller-Meijer vertrekt met 600 Joodse kinderen per trein uit Wenen naar Hoek van Holland. Dat is het begin van de actie Kindertransport.
- 13 - Opening van het Duitse concentratiekamp Neuengamme.
- 14 - In Frankrijk worden de Bretonse nationalisten Olier Mordrel en François Debeauvais tot een jaar gevangenisstraf veroordeeld wegens het "aanvallen van de eenheid van de natie".
- 16 - Instelling in Duitsland van het Moederkruis, een onderscheiding voor moeders van grote (Germaanse) gezinnen.
- 17 - In navolging van Zwitserland en de Scandinavische landen sluit Nederland de grens voor joodse vluchtelingen uit Nazi-Duitsland.[1]
- 17 - Begin van een van de koudste vorstperioden in Nederland sinds 1901: zes dagen lang ligt de gemiddelde temperatuur rond of onder de -10 graden en op 19 en 20 december blijft het zelfs overdag streng vriezen in de Bilt én Vlissingen. De koude houdt aan tot 26 december, maar een Elfstedentocht wordt niet gehouden door de grote hoeveelheden sneeuw op de ijsvloeren.
- 23 - In Zuid-Afrika, bij de monding van de Chalumna, wordt door trawlerkapitein Hendrik Goosen een onbekende vis gevangen. Na uitgebreid onderzoek blijkt het een coelacant te zijn, die voorheen alleen gevonden was als een miljoenen jaren oud fossiel.
- 31 - Dr. Rolla Neil Harger vindt in Indiana de ademtest uit, die sporen van alcohol detecteert.
- december - De Zwitserse scheikundige Albert Hofmann synthetiseert voor de eerste maal lsd.

- Bioscoopjournaal uit december 1938. Diverse kunstenaars bezig met de voorbereidingen voor de Nederlandse afdeling van de Wereldtentoonstelling die in New York zal worden gehouden. Alles heeft "Nederlands-Indië" als thema.

## Muziek
- De eerste wereldhit van Nederlandse bodem is Penny Serenade van Melle Weersma.
- Benjamin Britten componeert zijn Pianoconcert opus 13.
- 8 januari: Brittens muziek voor God's Chillun wordt opgenomen.
- 21 februari: eerste uitvoering van Symfonie nr. 1 van Vagn Holmboe
- 5 juni: eerste uitzending van Brittens The world of the Spirit.
- 18 augustus: eerste uitvoering van Brittens pianoconcert in zijn originele opzet.
- 26 november: Brittens Soirées musicales wordt voor het eerst uitgevoerd in een première als ballet.
- 29 november: Gedicht over Stalin van Aram Chatsjatoerjan wordt voor het eerst uitgevoerd in de versie gemengd koor en orkest

### Prijzen
- De Britse schrijfster Pearl S. Buck ontvangt de Nobelprijs voor Literatuur.
- Herman de Man ontvangt de Tollensprijs.
- Gerard Walschap ontvangt de Prijs voor Letterkunde van de Provincie Antwerpen voor zijn boek De Vierde Koning.

### Publicaties in de Nederlandse taal
- Karakter van Ferdinand Bordewijk
- Het been van Willem Elsschot
- Homo ludens van Johan Huizinga
- De nadagen van Pilatus van Simon Vestdijk

### Publicaties overige talen
- The Death of the Heart van Elizabeth Bowen
- La Nausée van Jean-Paul Sartre. In 1950 verscheen de eerste Nederlandse vertaling als De walging.

## Beeldende kunst

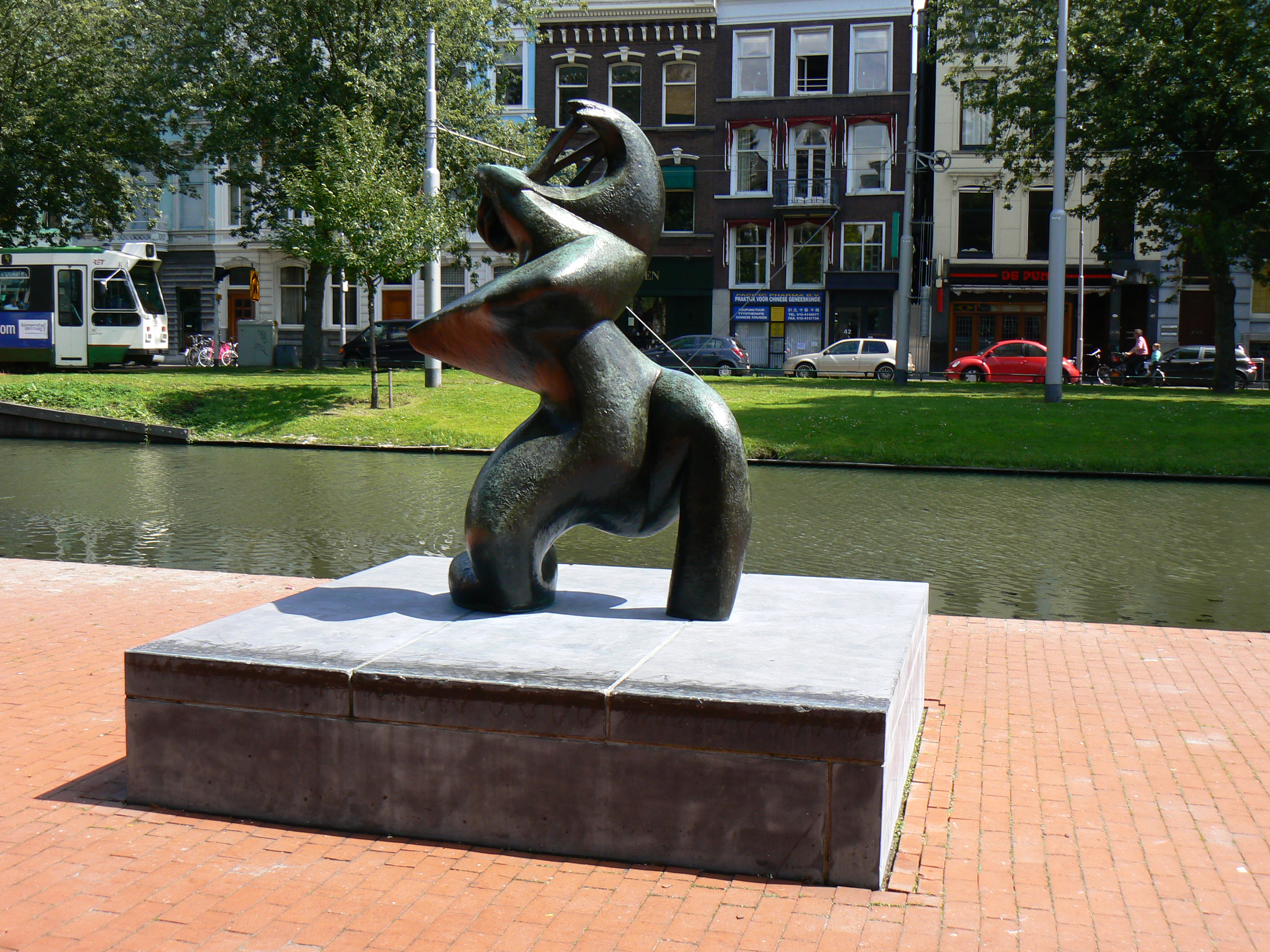
La Grande Musicienne (1938) Henri Laurens, Rotterdam

## Bouwkunst

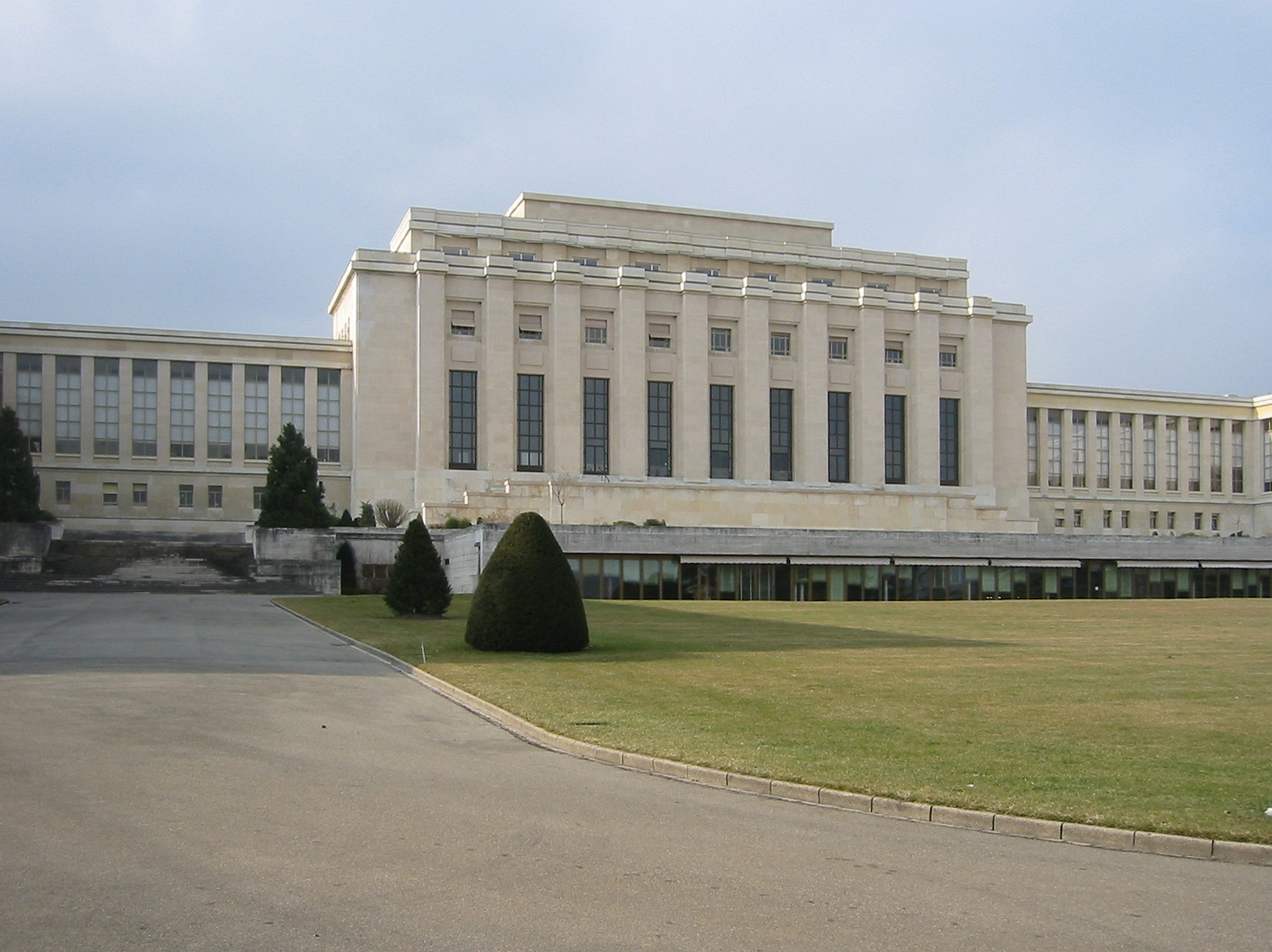
Palais des Nations, Genève, architecten: Carlo Broggi, Julien Flegenheimer, Camille Lefèvre, Henri-Paul Nénot, Joseph Vago

## Geboren

### januari

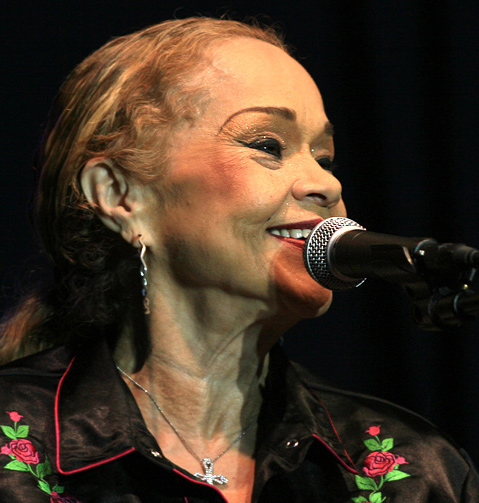
Etta James
25 januari

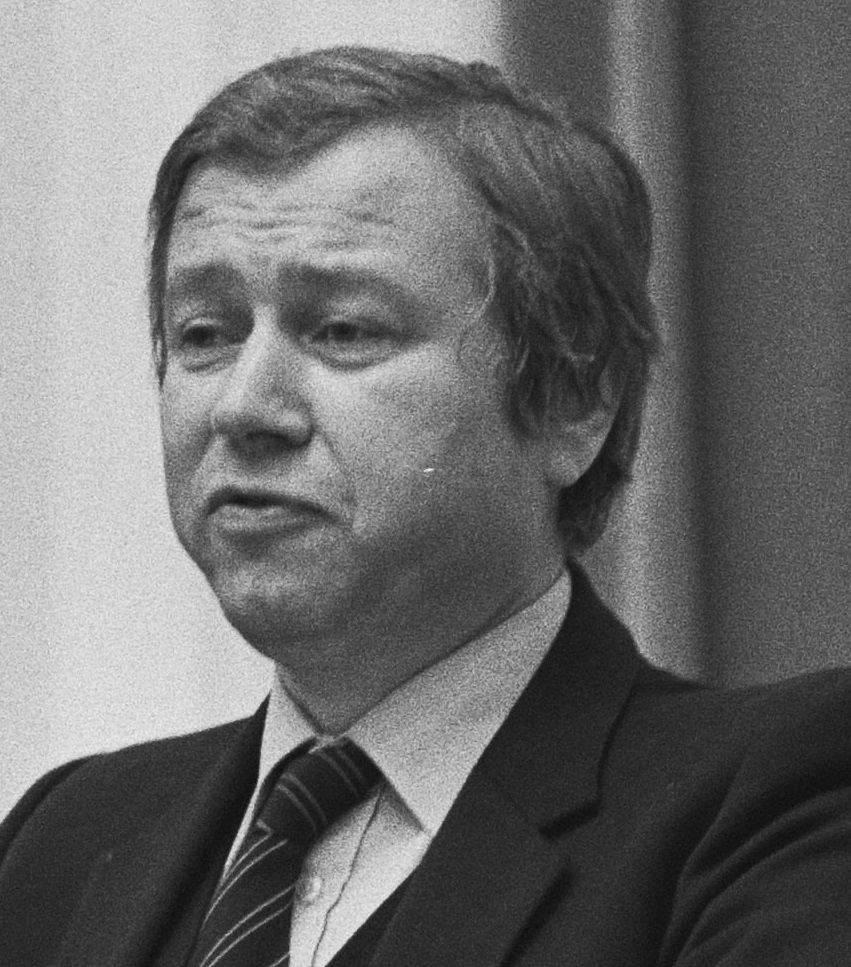
Marcel van Dam
30 januari

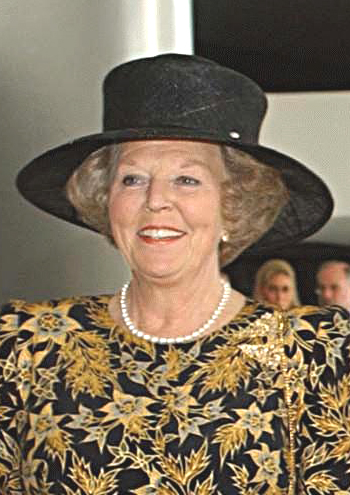
Prinses Beatrix
31 januari

- 1 - Carlo Franchi ("Gimax"), Italiaans autocoureur (overleden 2021)
- 1 - Zdeněk Kraus, Tsjechisch-Nederlands regisseur en scenarioschrijver
- 2 - Robert Smithson, Amerikaans kunstenaar (overleden 1973)
- 3 - Tom Bower, Amerikaans acteur en filmproducent (overleden 2024)
- 3 - Ernst Künnecke, Duits voetballer en voetbalcoach (overleden 2002)
- 5 - Juan Carlos I van Spanje, koning van Spanje
- 5 - Piet Kruiver, Nederlands voetballer (overleden 1989)
- 5 - Grietje Post, Nederlands televisiepersoonlijkheid (overleden 2023)
- 5 - Ngũgĩ wa Thiong'o (James Ngugi), Keniaans schrijver (overleden 2025)
- 7 - Cor Boonstra, Nederlands zakenman en bestuurder (Sara Lee en Philips) (overleden 2025)
- 7 - Jasperina de Jong, Nederlands actrice, cabaretière en zangeres
- 7 - Roland Topor, Frans (strip)tekenaar, acteur en schrijver (overleden 1997)
- 7 - José Noja, Spaans beeldhouwer (overleden 2023)
- 8 - Angelo Amato, Italiaans aartsbisschop
- 9 - Aad Kosto, Nederlands politicus (PvdA)
- 9 - Stuart Woods, Amerikaans thrillerschrijver (overleden 2022)
- 10 - Donald Knuth, Amerikaans informaticus
- 11 - Fischer Black, Amerikaans econoom (overleden 1995)
- 11 - Arthur Scargill, Brits vakbondsleider en politicus
- 12 - Alan Rees, Welsh autocoureur (overleden 2024)
- 13 - Daevid Allen, Australisch musicus (overleden 2015)
- 13 - Wim de Boer, Nederlands politicus
- 13 - Chris de Korte, Nederlands judotrainer (overleden 2024)
- 13 - Nachi Nozawa, Japans acteur (overleden 2010)
- 14 - Jack Jones, Amerikaans zanger (overleden 2024)
- 16 - Carlos van Bourbon, Spaans infant (overleden 2015)
- 16 - Michael Pataki, Amerikaans acteur (overleden 2010)
- 16 - Aleksandr Ponomarenko, Russisch entomoloog en paleontoloog
- 18 - Tilly van der Zwaard, Nederlands atlete (overleden 2019)
- 21 - Wolfman Jack, Amerikaans diskjockey (overleden 1995)
- 21 - Leonid Jatsjmenjov, Russisch basketbalcoach (overleden 2021)
- 23 - Ies Vorst, Nederlands rabbijn en schrijver (overleden 2023)
- 25 - Etta James, Amerikaans zangeres (overleden 2012)
- 25 - Leiji Matsumoto, Japans mangakunstenaar (overleden 2023)
- 26 - Phillip Paludan, Amerikaans geschiedkundige (overleden 2007)
- 30 - Marlies van Alcmaer, Nederlands actrice
- 30 - Awilda Carbia, Puerto Ricaans actrice (overleden 2009)
- 30 - Marcel van Dam, Nederlands politicus, columnist en omroepvoorzitter van de VARA
- 30 - Islom Karimov, Oezbeeks president-dictator (overleden 2016)
- 31 - Prinses Beatrix, koningin der Nederlanden (1980-2013)
- 31 - Lous Haasdijk, Nederlands omroepster, televisiepresentatrice en NOS-Journaal-lezer (overleden 2010)
- 31 - Motiullah (Khan), Pakistaans hockeyer (overleden 2022)

### februari

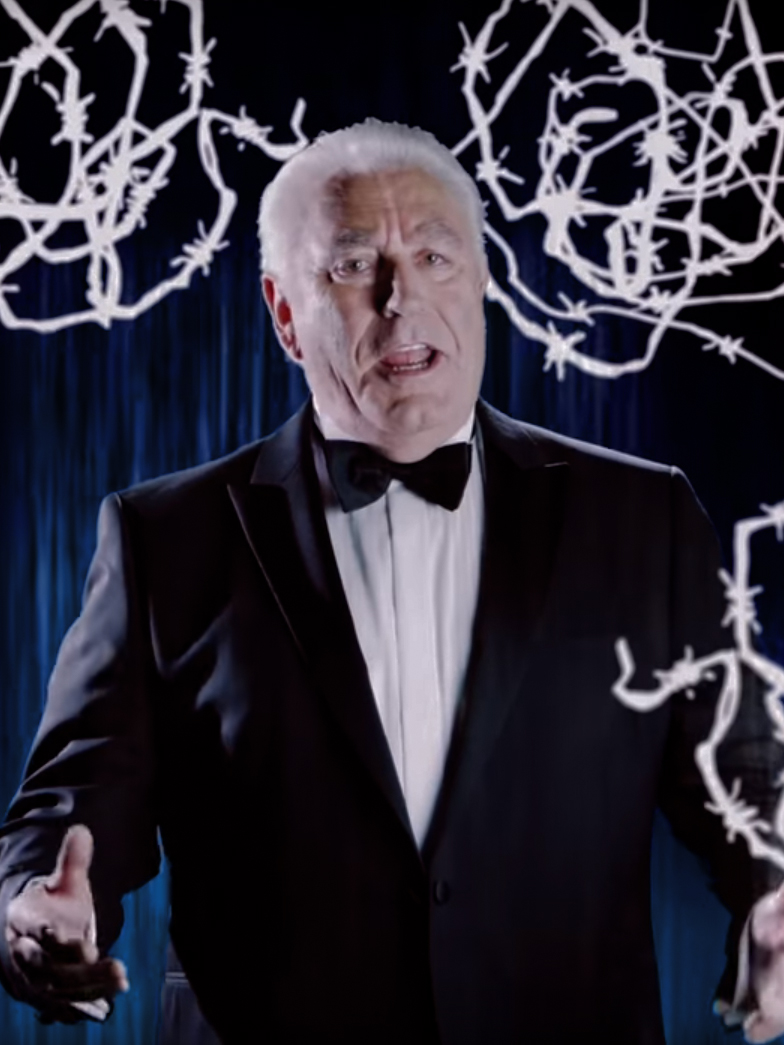
Marco Bakker
8 februari

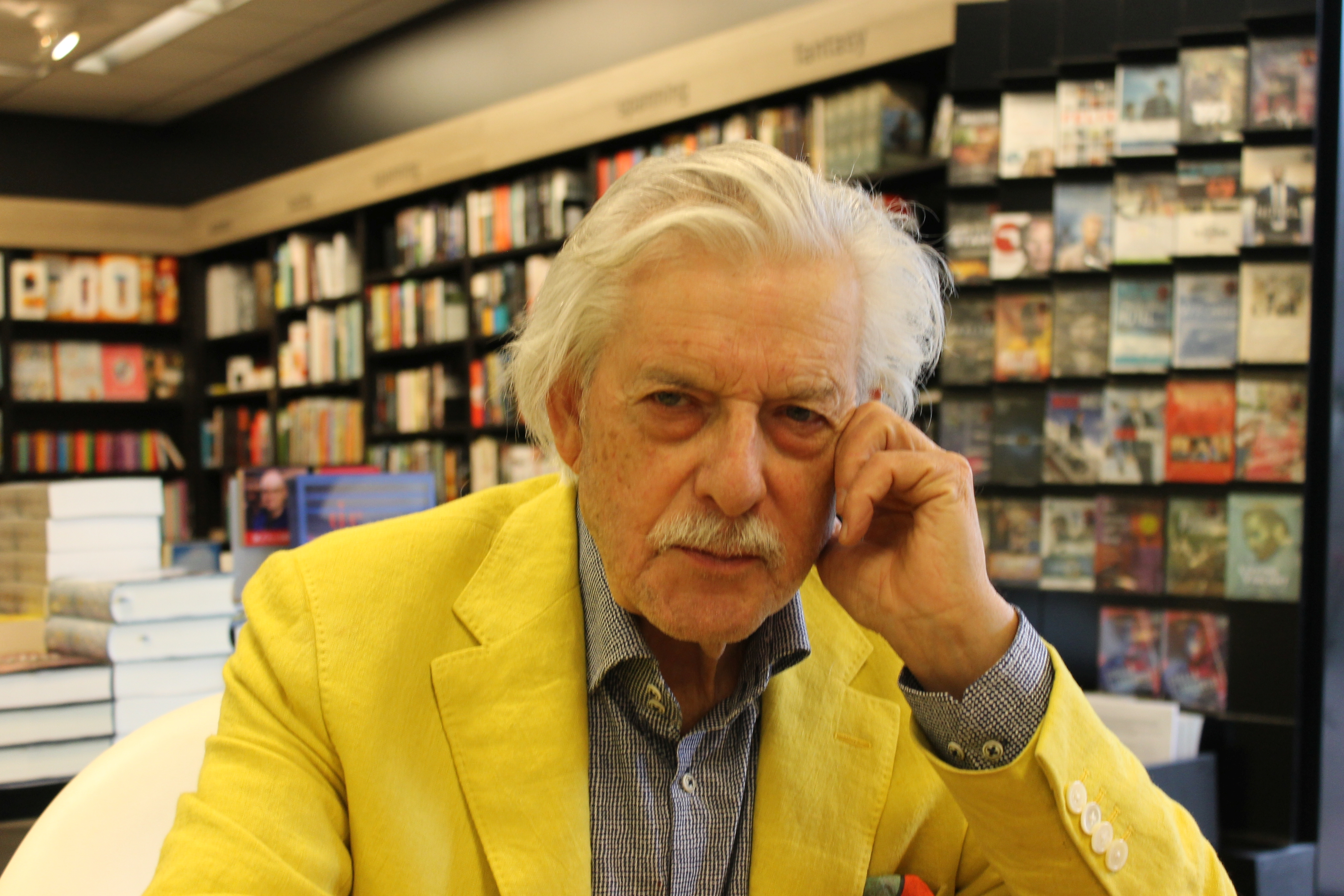
Jan Siebelink
13 februari

- 1 - Arnold Gelderman, Nederlands (stem)acteur en -regisseur
- 1 - Sherman Hemsley, Amerikaans acteur (overleden 2012)
- 2 - Bo Hopkins, Amerikaans acteur (overleden 2022)
- 2 - Rini Shtiam, Surinaams pottenbakker, dichter en toneelschrijver
- 3 - Tony Marshall, Duits schlagerzanger (overleden 2023)
- 3 - Karin Peters, Nederlands schrijfster (overleden 2011)
- 4 - Wim Van Gansbeke, Vlaams theaterrecensent en programmasamensteller bij de VRT (overleden 2008)
- 4 - Pieter Verhoeff, Nederlands filmregisseur (overleden 2019)
- 4 - Ted White, Amerikaans schrijver
- 5 - Ramón de Algeciras, Spaans flamencogitarist (overleden 2009)
- 6 - Fred Florusse, Nederlands cabaretier en tekstschrijver (overleden 2023)
- 6 - Claartje Keur, Nederlands beeldend kunstenares (overleden 2021)
- 6 - Mick Pearce, Zimbabwaans architect
- 7 - Cayetano Ré, Paraguayaans voetballer en voetbalcoach (overleden 2013)
- 7 - Franco Testa, Italiaans wielrenner (overleden 2025)
- 8 - Marco Bakker, Nederlands zanger
- 9 - Theo Aalbers, Nederlands voetbalbestuurder (overleden 2017)
- 10 - Georgi Vajner, Russisch schrijver (overleden 2009)
- 11 - Abdelkebir Khatibi, Marokkaans schrijver (overleden 2009)
- 13 - Carmela Corren, Israëlisch schlagerzangeres (overleden 2022)
- 13 - Jan Siebelink, Nederlands schrijver
- 14 - Anita Thallaug, Noors zangeres en actrice (overleden 2023)
- 15 - John Maas, Nederlands inspecteur-generaal der krijgsmacht (overleden 2005)
- 16 - Florian Pedarnig, Oostenrijks componist, muziekpedagoog, dirigent en instrumentalist (overleden  2022)
- 16 - Barry Primus, Amerikaans acteur, filmregisseur en -producent en scenarioschrijver
- 19 - Rika Zaraï, Frans-Israëlisch zangeres (overleden 2020)
- 20 - Richard Beymer, Amerikaans acteur
- 23 - Leo Beerendonk, Nederlands voetballer (overleden 2022)
- 23 - Jiří Menzel, Tsjechisch regisseur en acteur (overleden 2020)
- 24 - James Farentino, Amerikaans acteur (overleden 2012)
- 24 - Cocky Gastelaars, Nederlands zwemster
- 25 - Diane Baker, Amerikaans actrice
- 25 - Herb Elliott, Australisch atleet
- 25 - Viktor Kositsjkin, Russisch schaatser (overleden 2012)
- 26 - Jan Crutchfield, Amerikaans zanger en liedjesschrijver (overleden 2012)
- 28 - Michael Onslow, Engels edelman en politicus (overleden 2011)
- 28 - Henk van Os, Nederlands hoogleraar, tv-presentator van Beeldenstorm (AVRO) en directeur van het Rijksmuseum (overleden  2025)
- 28 - Raymond Bossaerts, Vlaams acteur en stemacteur (overleden 2020)

### maart
- 1 - Wim Cornelis, Nederlands sportbestuurder (overleden 2022)
- 1 - Aart Staartjes, Nederlands acteur (overleden 2020)
- 2 - Bernhard Knubel, Duits roeier (overleden 1973)
- 2 - Ricardo Lagos, Chileens jurist, econoom en politicus
- 2 - Lawrence Payton, Amerikaans tenorzanger (overleden 1997)
- 2 - Theo Voorzaat, Nederlands schilder
- 3 - Jan van Amerongen, Nederlands componist
- 4 - Alpha Condé, Guinees politicus; president 2010-2021
- 5 - Lynn Margulis, Amerikaans biologe (overleden 2011)
- 5 - Gerrit Pesman, Nederlands voetballer en voetbaltrainer (overleden 2024)
- 7 - David Baltimore, Amerikaans bioloog en Nobelprijswinnaar
- 7 - Albert Fert, Frans natuurkundige en Nobelprijswinnaar
- 8 - Milan Galić, Joegoslavisch-Servisch voetballer (overleden 2014)
- 8 - Lewis Teague, Amerikaans filmregisseur
- 9 - Lill-Babs, Zweeds zangeres (overleden 2018)
- 9 - Charles Siebert, Amerikaans acteur (overleden 2022)
- 9 - Wiel Teeuwen, Nederlands voetballer (overleden 2024)
- 9 - Ernst van de Wetering, Nederlands kunsthistoricus; Rembrandtkenner (overleden 2021)
- 10 - Geraldo Freitas Nascimento, Braziliaans voetballer bekend als Ditão (overleden 1992)
- 13 - Erma Franklin, Amerikaans zangeres (overleden 2002)
- 15 - Friedhelm Frontzeck, Duits voetballer (overleden 2024)
- 16 - Tom Robinson, Bahamaans atleet (overleden 2012)
- 20 - Frans Jozef van der Heijden, Nederlands politicus en journalist (overleden 2016)
- 20 - Horst Siebert, Duits econoom (overleden 2009)
- 24 - Holger Czukay, Duits musicus, onder andere bekend van Can
- 24 - Piet de Jong, Nederlands dendroloog
- 25 - Fritz d'Orey, Braziliaans Formule 1-coureur (overleden 2020)
- 26 - Anthony Leggett, Engels natuurkundige en Nobelprijswinnaar
- 31 - Antje Gleichfeld, Duits atlete
- 31 - Arthur B. Rubinstein, Amerikaans componist en dirigent (overleden 2018)

### april

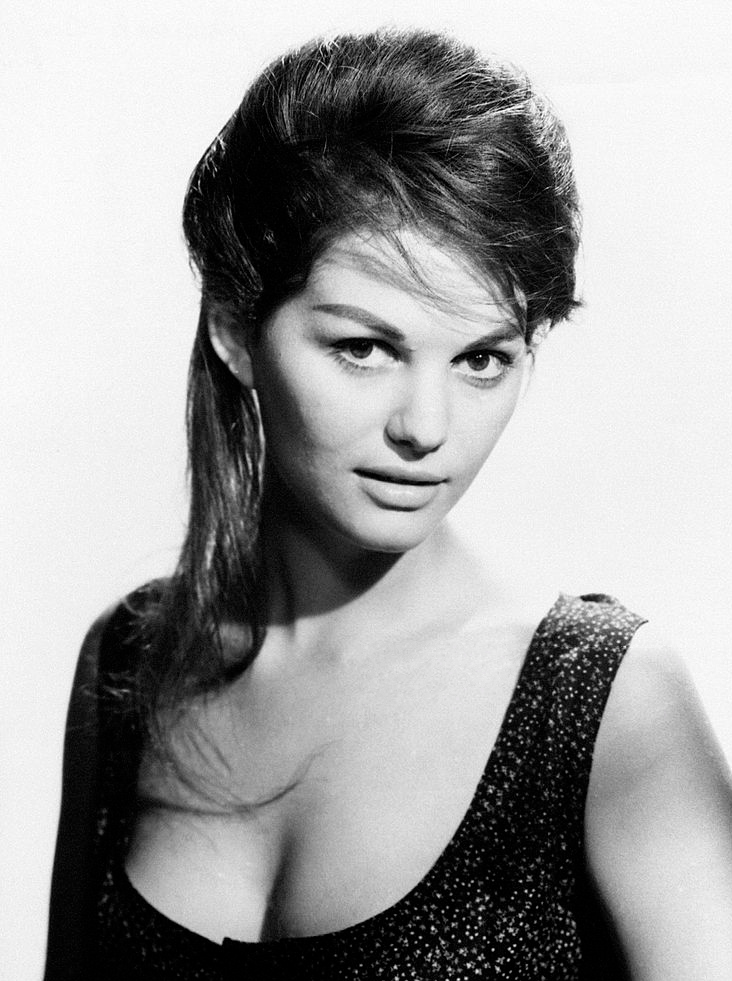
Claudia Cardinale
15 april

- 2 - Martine Franck, Belgisch fotografe (overleden 2012)
- 3 - Jeff Barry, Amerikaans zanger, componist, songwriter en muziekproducer
- 3 - Bas Maliepaard, Nederlands wielrenner (overleden 2024)
- 3 - Albert Sulon, Belgisch voetballer (overleden 2020)
- 3 - Gérard Sulon, Belgisch voetballer (overleden 2020)
- 4 - Johan van der Keuken, Nederlands filmmaker en fotograaf (overleden 2001)
- 6 - Sebastião Leônidas, Braziliaans voetballer
- 7 - Jerry Brown, Amerikaans Democratisch politicus; tweevoudig gouverneur van Californië
- 7 - Freddie Hubbard, Amerikaans musicus (overleden 2008)
- 8 - Kofi Annan, Ghanees secretaris-generaal van de Verenigde Naties (overleden 2018)
- 8 - Karel van Eerd, Nederlands ondernemer (overleden 2022)
- 9 - Viktor Tsjernomyrdin, Russisch politicus (overleden 2010)
- 10 - Frans van der Lugt, Nederlands priester en jezuïet (overleden 2014)
- 13 - Frederic Rzewski, Amerikaans componist, muziekpedagoog en pianist (overleden 2021)
- 13 - Hermann Salomon, Duits atleet (overleden 2020)
- 13 - Achim Soltau, Duits rechter en schaker (overleden 2016)
- 14 - Lilly Ledbetter, Amerikaans activiste (overleden 2024)
- 15 - Claudia Cardinale, Italiaans actrice
- 17 - Rolf Kalmuczak, Duits schrijver (overleden 2007)
- 17 - Elisabeth Schüssler Fiorenza, Amerikaans feministisch katholiek theologe
- 18 - Hannes Androsch, Oostenrijks ondernemer en politicus (overleden 2024)
- 18 - Hugo Dellas, Vlaams zanger en acteur (overleden 2021)
- 18 - Jaap Fischer (ook bekend als Joop Visser), Nederlands chansonnier
- 20 - Betty Cuthbert, Australisch atlete (overleden 2017)
- 20 - Bernard Malivoire, Frans stuurman bij het roeien (overleden 1982)
- 21 - Berthe Meijer, Nederlands journaliste en schrijfster (overleden 2012)
- 22 - Henk Groot, Nederlands voetballer (overleden 2022)
- 24 - Jochgem van Dijk, Nederlands cameraman (overleden 2020)
- 26 - Duane Eddy, Amerikaans gitarist (overleden 2024)
- 28 - Osvino José Both, Braziliaans aartsbisschop
- 28 - Hans Melchers, Nederlands zakenman (Melchemie) (overleden 2023)
- 29 - Bernard Madoff, Amerikaans ondernemer en belegger, veroordeeld als fraudeur (overleden 2021)
- 29 - Klaus Voormann, Duits rockmuzikant en ontwerper van platenhoezen
- 30 - Gary Collins, Amerikaans acteur (overleden 2012)
- 30 - Larry Niven, Amerikaans sciencefiction- en fantasyschrijver

### mei

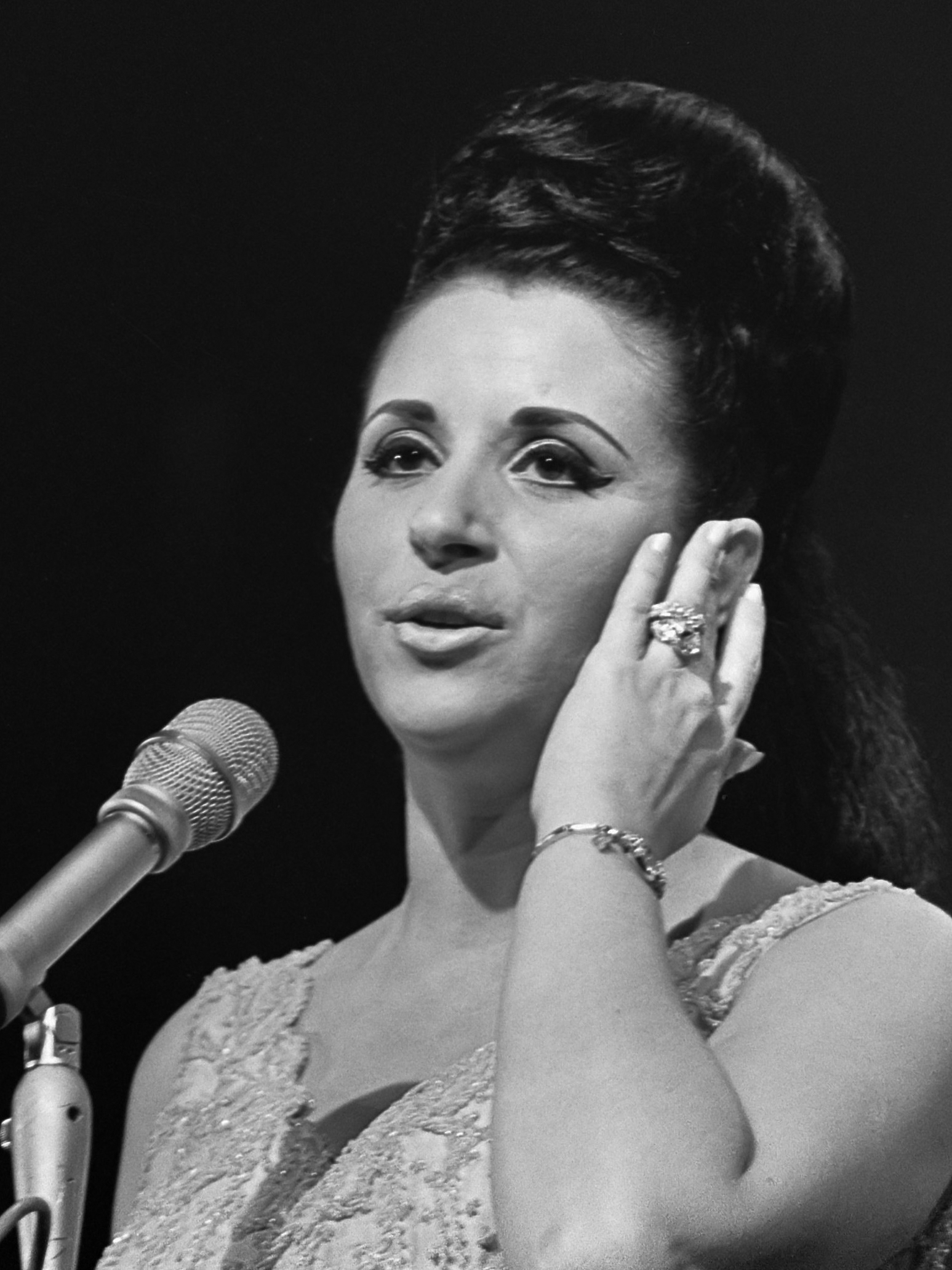
Lucille Starr
13 mei

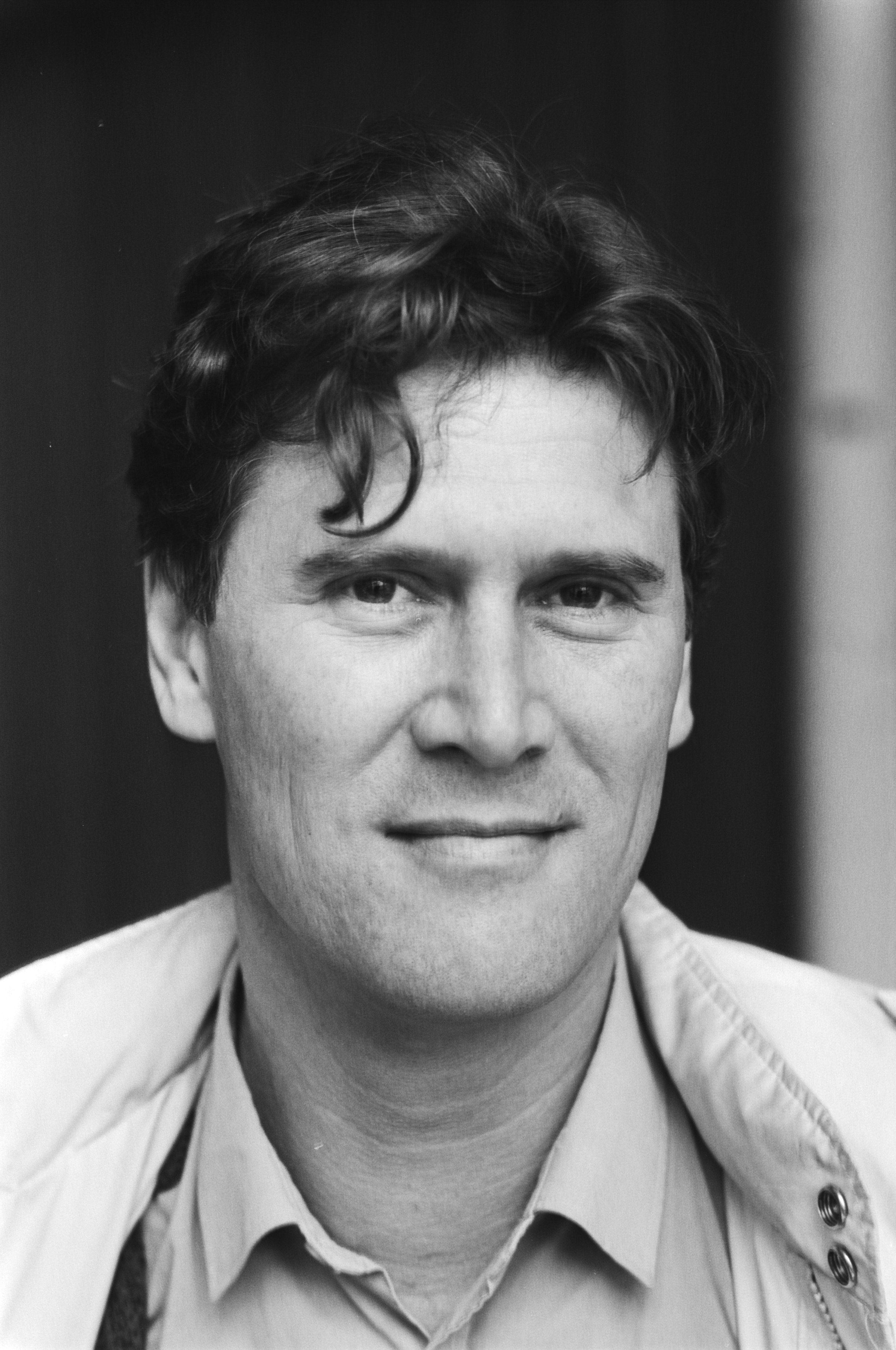
Jules Hamel
25 mei

- 3 - Jerry Samuels (Napoleon XIV), Amerikaans singer-songwriter (overleden 2023)
- 3 - Louis Tobback, Vlaams politicus
- 4 - Carlos Monsiváis, Mexicaans schrijver en journalist (overleden 2010)
- 5 - Michael Murphy, Amerikaans acteur
- 6 - Wim Coremans, Belgisch voetballer (overleden 2016)
- 8 - Jean Giraud, Frans striptekenaar (overleden 2012)
- 8 - Corine Rottschäfer, Nederlands fotomodel en schoonheidskoningin (overleden 2020)
- 9 - Charles Simic, Joegoslavisch-Amerikaans dichter (overleden 2023)
- 10 - Manuel Santana, Spaans tennisser (overleden 2021)
- 11 - Nel Kars, Nederlands actrice
- 12 - Andrej Amalrik, Russisch schrijver en dissident (overleden 1980)
- 12 - Susan Hampshire, Engels actrice
- 12 - David Lipman, Amerikaans acteur
- 13 - Giuliano Amato, Italiaans politicus
- 13 - Lucille Starr, Canadees zangeres (overleden 2020)
- 15 - Mireille Darc, Frans actrice (overleden 2017)
- 16 - Edmond Classen, Nederlands acteur (overleden 2014)
- 16 - Boris Melnikov, Russisch schermer (overleden 2022)
- 17 - Willem Levelt, Nederlands psycholinguïst
- 17 - Trinus Riemersma, Fries schrijver (overleden 2011)
- 17 - André Valardy, Belgisch acteur, komiek en filmregisseur (overleden 2007)
- 19 - Marilyn Chris, Amerikaans actrice
- 19 - Igor Ter-Ovanesjan, Sovjet-Russisch/Oekraïens atleet
- 19 - Karel Verleyen, Vlaams kinderboekenschrijver (overleden 2006)
- 20 - Loek Hollander, Nederlands karateka (overleden 2020)
- 20 - Stien Kaiser, Nederlands schaatsster (overleden 2022)
- 20 - Marinella, Grieks zangeres
- 20 - Elizabeth Schmitz, Nederlands politica en burgemeester (overleden 2024)
- 22 - Ingvar Svahn, Zweeds voetballer (overleden 2008)
- 24 - Jeu Sprengers, Nederlands sportbestuurder en voorzitter KNVB (overleden 2008)
- 25 - Raymond Carver, Amerikaans schrijver en dichter (overleden 1988)
- 25 - Jules Hamel, Nederlands acteur
- 26 - Gilbert Harman, Amerikaans filosoof (overleden 2021)
- 26 - Peter Westbury, Brits autocoureur (overleden 2015)
- 28 - Jerry West, Amerikaans basketballer (overleden 2024)
- 28 - Eppie Wietzes, Nederlands-Canadees autocoureur (overldeden 2020)
- 29 - Ritsaert ten Cate, Nederlands kunstenaar en theaterpionier (overleden 2008)
- 31 - John Prescott, Brits politicus (overleden 2024)
- 31 - Paul Woei, Surinaams kunstenaar (overleden 2024)

### juni
- 2 - Crandell Addington, Amerikaans ondernemer en pokerspeler (overleden 2024)

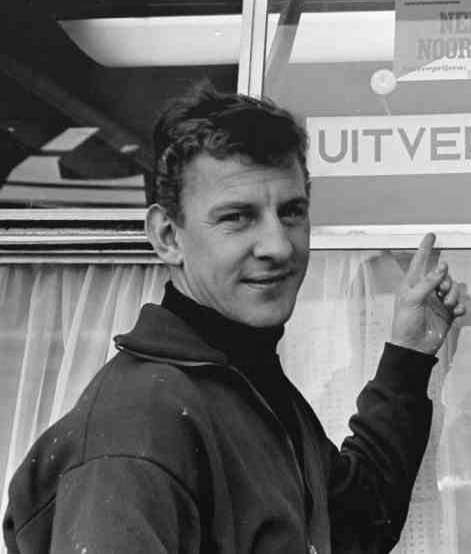
Co Prins
5 juni

- 4 - Thomas Beveridge, Amerikaans muzikant, dirigent en componist
- 5 - Karin Balzer, Oost-Duits atlete (overleden 2019)
- 5 - David Koloane, Zuid-Afrikaans beeldend kunstenaar en conservator (overleden 2019)
- 5 - Co Prins, Nederlands voetballer (overleden 1987)
- 6 - Koert Stuyf, Nederlands danser, choreograaf en dansleraar (overleden 2020)
- 6 - Hendrik van Teylingen, Nederlands dichter, schrijver en vertaler (overleden 1998)
- 7 - Péter Pázmándy, Hongaars voetballer en voetbalcoach (overleden 2012)
- 9 - Tengiz Kitovani, Georgisch politicus en militair leider (overleden 2023)
- 9 - Hero Muller, Nederlands acteur (overleden 2021)
- 9 - Charles Wuorinen, Amerikaans componist, muziekpedagoog, dirigent en pianist (overleden 2020)
- 10 - Rob Krier, Luxemburgs architect, designer, filosoof en hoogleraar (overleden 2023)
- 10 - Violetta Villas, Pools zangeres (overleden 2011)
- 11 - Peter Flik, Nederlands radiomaker (overleden 2024)
- 14 - Ewald Kooiman, Nederlands organist (overleden 2009)
- 15 - Jaime Ongpin, Filipijns zakenman en minister (overleden 1987)
- 16 - Torgny Lindgren, Zweeds schrijver (overleden 2017)
- 16 - Ramon Obusan, Filipijns danser, dansleraar en choreograaf (overleden 2006)
- 16 - Frits Soetekouw, Nederlands voetballer (overleden 2019)
- 17 - Grethe Ingmann, Deens zangeres (overleden 1990)
- 17 - Ed van Westerloo, Nederlands tv-journalist en -bestuurder (overleden 2019)
- 17 - Arnold Wientjes, Nederlands roeier
- 18 - Joop Worrell, Nederlands politicus (PvdA) (overleden 2022)
- 20 - Dennis Budimir, Amerikaans jazzgitarist (overleden 2023)
- 20 - Niek Pancras, Nederlands acteur (overleden 2010)
- 21 - Henk Tijm, Nederlands voetballer (overleden 2024)
- 23 - Raymond Bossaerts, Vlaams acteur
- 23 - Aptuk Noewahe, Surinaams Wayana-granman (overleden 2023)
- 26 - Harold Rusland, Surinaams politicus en vakbondsbestuurder (overleden 2023)
- 27 - Konrad Kujau, Duits kunstschilder, performancekunstenaar en vervalser (overleden 2000)
- 28 - Leon Panetta, Amerikaans Democratisch politicus
- 30 - Chris Hinze, Nederlands dwarsfluitist en componist
- 30 - Ben Hoekendijk, Nederlands evangelist (overleden 2020)
- 30 - Vjatsjeslav Ivanov, Sovjet-Russisch roeier (overleden 2024)
- 30 - Billy Mills, Amerikaans atleet

### juli

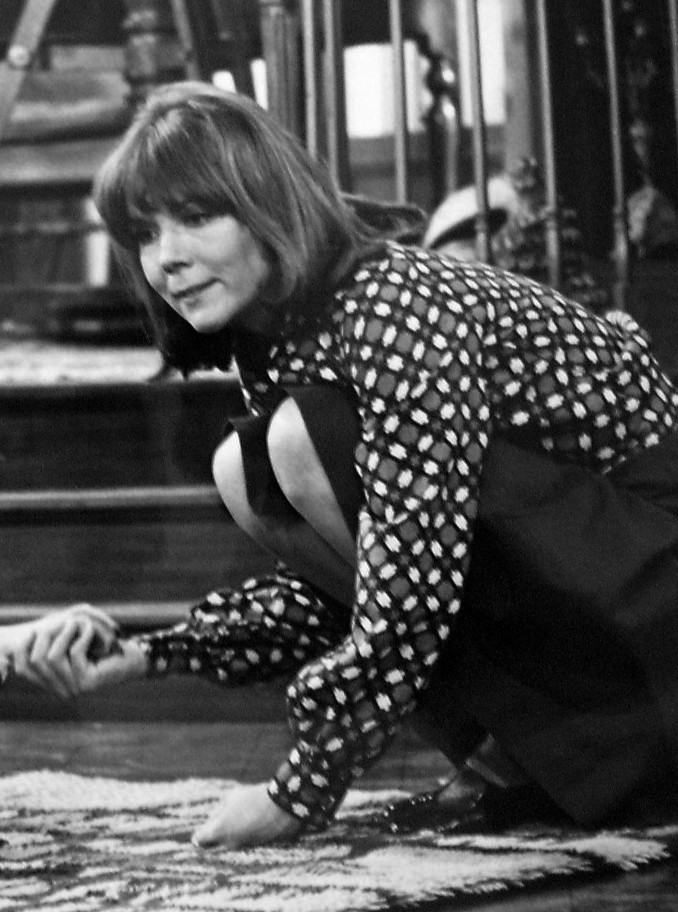
Diana Rigg
20 juli

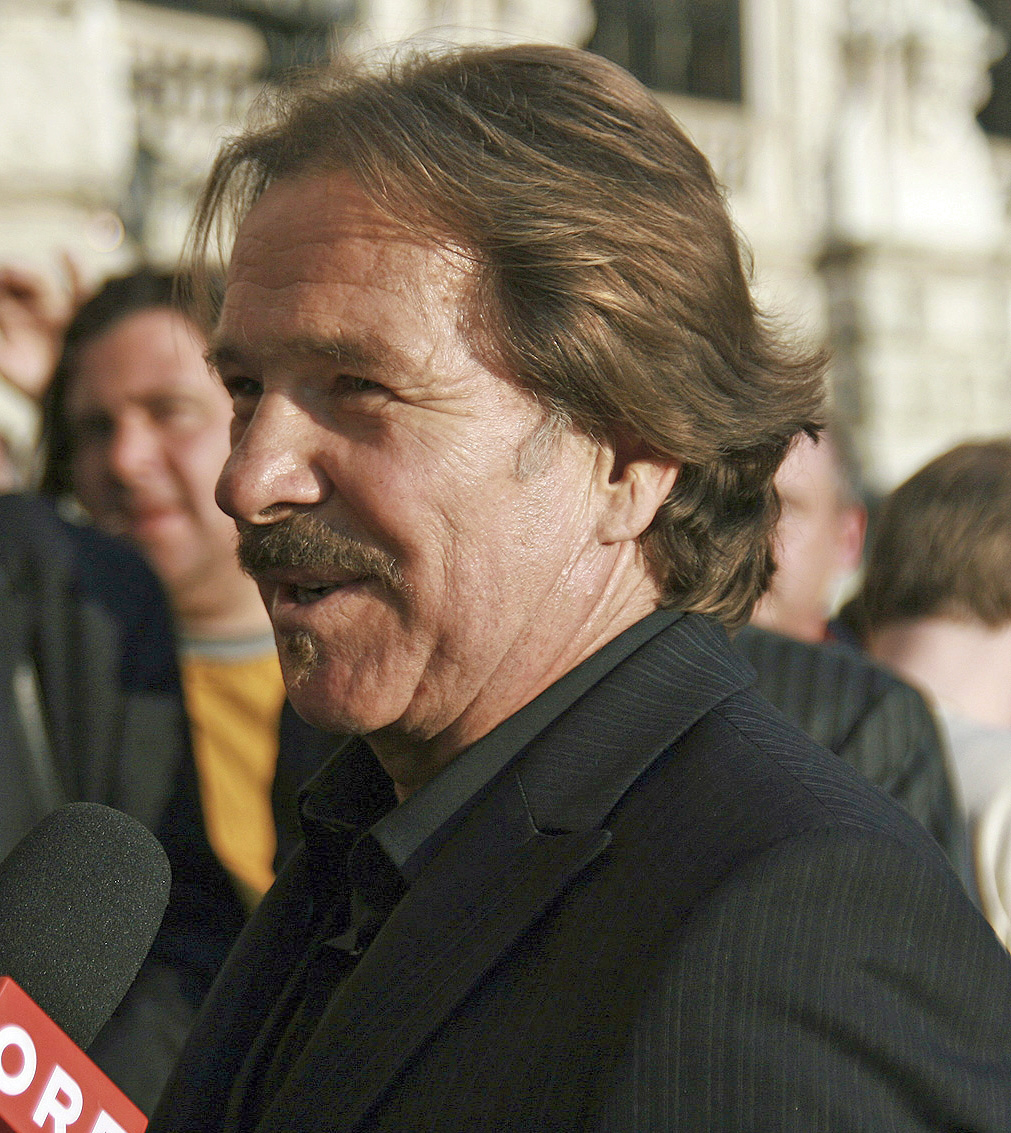
Götz George
23 juli

- 1 - Susan Maughan (eig. Marian Maughan), Brits zangeres
- 2 - Kumar Patel, Indiaas natuurkundige, elektrotechnicus en uitvinder
- 3 - Sjaak Swart, Nederlands voetballer
- 4 - Pierre Cnoops, Nederlands conferencier (overleden 2018)
- 4 - Mike Mainieri, Amerikaans vibrafonist
- 4 - Ernie Pieterse, Zuid-Afrikaans autocoureur (overleden 2017)
- 9 - Brian Dennehy, Amerikaans acteur (overleden 2020)
- 10 - Hans-Peter Hallwachs, Duits acteur (overleden 2022)
- 12 - Ronny Bierman, Nederlands actrice (overleden 1984)
- 12 - Hans Karsenbarg, Nederlands acteur
- 12 - Wieger Mensonides, Nederlands zwemmer
- 13 - Jeanne Goosen, Zuid-Afrikaans journaliste, dichteres en schrijfster (overleden 2020)
- 13 - Myroslav Skoryk, Oekraïens componist en musiocoloog (overleden 2020)
- 13 - Michael Verhoeven, Duits filmregisseur en scenarioschrijver (overleden 2024)
- 13 - Jan Vis, Nederlands artiestenmanager (overleden 2007)
- 14 - John Schneider, Amerikaans autocoureur
- 15 - Herman Deridder, Belgisch heemkundige (overleden 2010)
- 15 - Enrique Figuerola, Cubaans atleet
- 16 - Jan den Ouden, Nederlands burgemeester (overleden 2016)
- 17 - Peter-Jörg Splettstößer, Duits schilder (overleden 2024)
- 18 - Paul Verhoeven, Nederlands filmregisseur
- 19 - Frank Roosevelt, Amerikaans econoom
- 20 - Roger Hunt, Brits voetballer (overleden 2021)
- 20 - Diana Rigg, Brits actrice (onder andere Emma Peel in De Wrekers) (overleden 2020)
- 21 - Herman Daly, Amerikaans ecologisch econoom (overleden 2022)
- 21 - Janet Reno, Amerikaans minister van Justitie onder president Clinton (overleden 2016)
- 21 - Abdeljelil Temimi, Tunesisch geschiedkundige
- 22 - Terence Stamp, Brits acteur (overleden 2025)
- 23 - Götz George, Duits acteur (overleden 2016)
- 23 - Charles Harrelson, Amerikaans crimineel (overleden 2007)
- 23 - Frans Weisz, Nederlands filmmaker
- 24 - Eugene James Martin, Amerikaans kunstenaar (overleden 2005)
- 25 - Renée Victor, Amerikaans actrice en choreografe (overleden 2025)
- 26 - Martin Koeman, Nederlands voetballer (overleden 2013)
- 27 - Pierre Christin, Frans stripauteur (overleden 2024)
- 27 - Gary Gygax, Amerikaans spellenontwerper (overleden 2008)
- 27 - Marijke Höweler, Nederlands psychologe en schrijfster (overleden 2006)
- 28 - Luis Aragonés, Spaans voetballer en voetbalcoach (overleden 2014)
- 28 - Alberto Fujimori, Peruaans politicus (overleden 2024)
- 28 - Robert Hughes, Australisch schrijver, kunstcriticus en televisiemaker (overleden 2012)
- 30 - Peter Verstegen, Nederlands schrijver en vertaler

### augustus

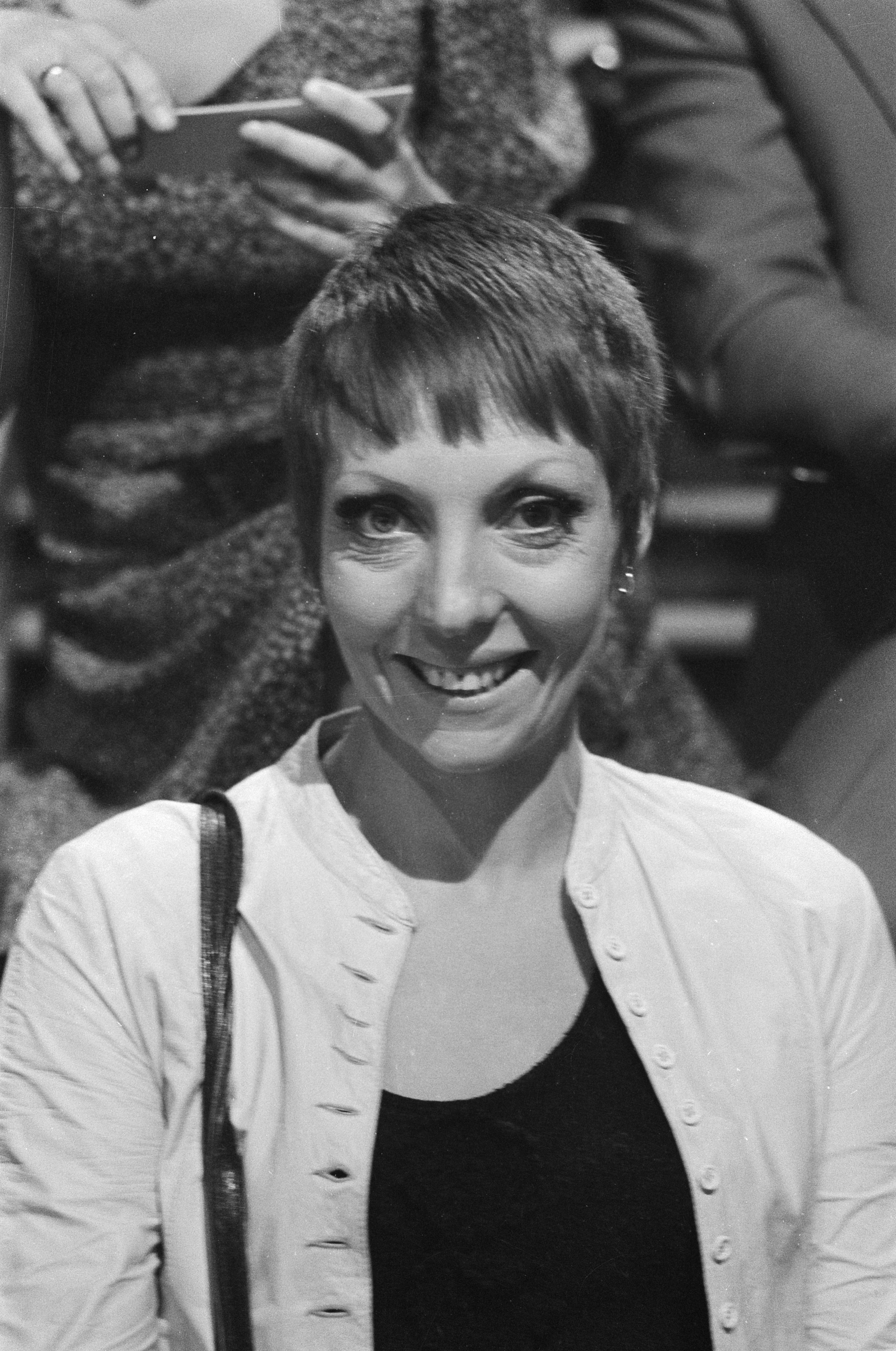
Carry Tefsen
6 augustus

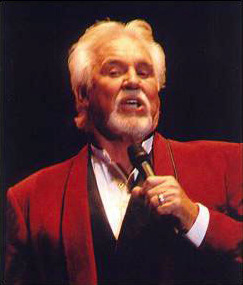
Kenny Rogers
21 augustus

- 1 - Paddy Moloney, Iers folkmuzikant (The Chieftains) (overleden 2021)
- 2 - Paul Jenkins, Amerikaans acteur (overleden 2013)
- 2 - Claude Levenson, Frans schrijfster, journaliste, sinologe, tibetologe en mensenrechtenactiviste (overleden 2010)
- 2 - Sigi Renz, Duits wielrenner (overleden 2025)
- 3 - Terry Wogan, Iers-Brits radio- en televisiepresentator (overleden 2016)
- 6 - Carry Tefsen, Nederlands actrice en presentatrice (o.a. Zeg 'ns AAA)
- 8 - Connie Stevens, Amerikaans actrice en zangeres
- 9 - Rod Laver, Australisch tennisser
- 9 - Otto Rehhagel, Duits voetballer en voetbalcoach
- 11 - Heinz Höher, Duits voetballer en voetbaltrainer (overleden 2019)
- 12 - Paul Craft, Amerikaans zanger en songwriter (overleden 2014)
- 12 - Hans Pont, Nederlands vakbondsbestuurder (overleden 2017)
- 13 - Dave 'Baby' Cortez, Amerikaans muzikant (overleden 2022)
- 13 - Cor van Gulik, Nederlands beeldhouwer, schilder, graficus en tekenaar
- 14 - Bennie Muller, Nederlands voetballer (overleden 2024)
- 14 - Beata Tyszkiewicz, Pools actrice
- 15 - Stix Hooper, Amerikaans jazzdrummer
- 15 - Roel Kruize, Nederlands muziekmanager
- 16 - Rocco Granata, Belgisch zanger
- 16 - Emmanuel Rakotovahiny, premier van Madagaskar (overleden 2020)
- 16 - Rudolf Spoor, Nederlands televisieregisseur (overleden 2024)
- 18 - Ivo Pauwels, Belgisch acteur (overleden 2023)
- 18 - Allen Reynolds, Amerikaans songwriter en muziekproducer
- 19 - Robert Graham, Amerikaans beeldhouwer (overleden 2008)
- 19 - Lily Monteverde, Filipijns filmproducente en zakenvrouw (overleden 2024)
- 19 - Diana Muldaur, Amerikaans actrice
- 21 - Kenny Rogers, Amerikaans countryzanger, acteur en zakenman (overleden 2020)
- 22 - Antoine Abate, Italiaans wielrenner
- 23 - Roger Greenaway, Brits zanger, songwriter en muziekproducer
- 25 - Frederick Forsyth, Brits schrijver (overleden 2025)
- 26 - Marcello Gandini, Italiaans auto-ontwerper (overleden 2024)
- 26 - Hennie Marinus, Nederlands wielrenner (overleden 2018)
- 27 - Piet Rentmeester, Nederlands wielrenner (overleden 2017)
- 28 - Maurizio Costanzo, Italiaans journalist, tv-presentator en scenarioschrijver (overleden 2023)
- 28 - Dick Creith, Noord-Iers motorcoureur
- 29 - Elliott Gould, Amerikaans acteur
- 29 - Christian Müller, Duits voetballer
- 29 - Hermann Nitsch, Oostenrijks beeldend kunstenaar (overleden 2022)
- 30 - Frans Haks, Nederlands museumdirecteur (overleden 2006)
- 30 - Coen Niesten, Nederlands wielrenner (overleden 2024)

### september

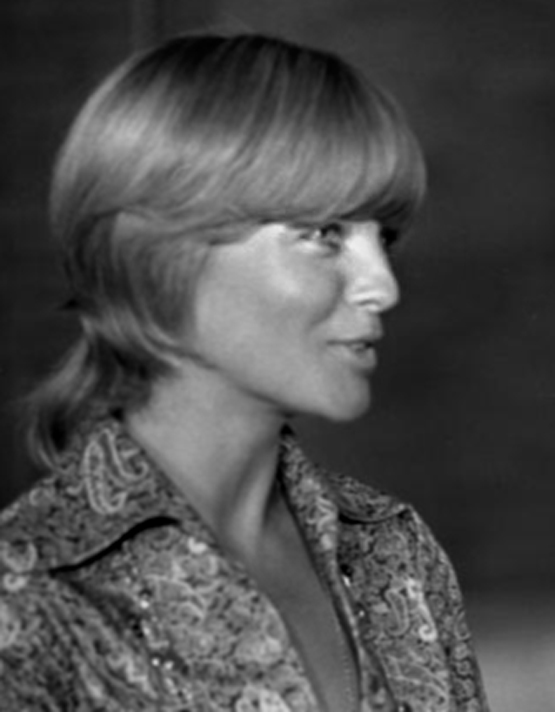
Romy Schneider
23 september

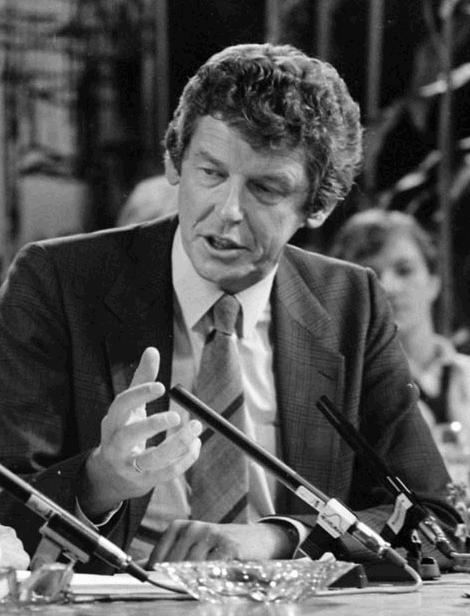
Wim Kok
29 september

- 1 - Per Kirkeby, Deens kunstschilder (overleden 2018)
- 4 - Nicholas Worth, Amerikaans karakteracteur (overleden 2007)
- 6 - Dennis Oppenheim, Amerikaans kunstenaar (overleden 2011)
- 6 - Theo Teunissen, Nederlands organist
- 8 - Reinbert de Leeuw, Nederlands pianist, componist en dirigent (overleden 2020)
- 12 - Arie van der Hek, Nederlands politicus
- 12 - Anne Helm, Canadees actrice
- 12 - Joop van Tijn, Nederlands journalist (overleden 1997)
- 13 - Gaia Servadio, Italiaans schrijfster (overleden 2021)
- 13 - John Smith, Brits politicus (overleden 1994)
- 17 - H.H. ter Balkt, Nederlands dichter (overleden 2015)
- 17 - Paul Benedict, Amerikaans acteur (overleden 2008)
- 18 - Frans de Haan, Nederlands basketballer en golfspeler (overleden 2022)
- 18 - Hetty Verhoogt, Nederlands actrice (overleden 2022)
- 21 - Tini van Reeken, Nederlands voetballer (overleden 2022)
- 23 - Dick Buitelaar, Nederlands voetbaltrainer
- 23 - Ben E. King, Amerikaans zanger (overleden 2015)
- 23 - Jean-Claude Mézières, Frans stripauteur (overleden 2022)
- 23 - Romy Schneider, Oostenrijks actrice (overleden 1982)
- 24 - Sander van Marion, Nederlands organist en dirigent
- 25 - Augusto Lamo Castillo, Spaans voetbalscheidsrechter (overleden 2002)
- 25 - Neville Lederle, Zuid-Afrikaans autocoureur (overleden 2019)
- 25 - Jonathan Motzfeldt, eerste premier van Groenland (overleden 2010)
- 27 - Günter Brus, Oostenrijks kunstenaar (overleden 2024)
- 28 - Gerd Dudek, Duits jazzsaxofonist en -fluitist (overleden 2022)
- 29 - Wim Kok, Nederlands vakbondsbestuurder en politicus; minister-president 1994-2002 (overleden 2018)
- 30 - Ishmael Bernal, Filipijns filmregisseur (overleden 1996)

### oktober
- 2 - Rolf Björklund, Zweeds voetballer
- 2  - Nick Gravenites, Amerikaans blues-, rock- en folkzanger, songwriter en gitarist (overleden 2024)
- 3 - Eddie Cochran, Amerikaans zanger (overleden 1960)
- 4 - Mark Levine, Amerikaans jazzmuzikant en -componist (overleden 2022)
- 5 - Ed Ocampo, Filipijns basketbalspeler en -coach (overleden 1992)
- 6 - Victor Vroomkoning, Nederlands dichter
- 8 - Sonny Barger, Amerikaans schrijver (overleden 2022)
- 8 - John Ørsted Hansen, Deens roeier
- 8 - Henk Herrenberg, Surinaams politicus en diplomaat (overleden 2024)
- 9 - Heinz Fischer, Oostenrijks politicus
- 11 - Erik Van Biervliet, Vlaams architect (overleden 1996)
- 13 - Tineke Beishuizen, Nederlands schrijfster en columniste (overleden 2023)
- 13 - Fred van Dorp, Nederlands waterpolospeler (overleden 2023)
- 14 - Farah Diba, weduwe van de laatste sjah van Perzië
- 15 - Willem Olsthoorn, Nederlands modeondernemer (overleden 2020)
- 15 - Brice Marden - Amerikaans kunstenaar (overleden 2023)
- 15 - Robert Ward, Amerikaans musicus (overleden 2008)
- 16 - Nico (Christa Päffgen), Duits-Amerikaans model en zangeres (overleden 1988)
- 17 - Willibrord Davids, Nederlands jurist (overleden 2024)
- 17 - Evel Knievel, Amerikaans stuntman (overleden 2007)
- 18 - Dawn Wells, Amerikaans actrice (overleden 2020)
- 19 - André Kouprianoff, Frans langebaanschaatser
- 19 - Ton Regtien, Nederlands studentenleider (overleden 1989)
- 19 - Sonja Bernd't (Sonja Ossendrijver), Nederlands zangeres en sieradenmaakster (overleden 2023)
- 20 - Kathy Kirby, Brits zangeres (overleden 2011)
- 21 - Rudi Kross, Surinaams journalist en schrijver (overleden 2002)
- 22 - Derek Jacobi, Brits acteur
- 22 - Christopher Lloyd, Amerikaans acteur
- 23 - Harry Lockefeer, Nederlands journalist, hoofdredacteur van de Volkskrant (overleden 2007)
- 24 - Fernand Goyvaerts, Vlaams voetballer (overleden 2004)
- 24 - Venedikt Jerofejev, Russisch schrijver (overleden 1990)
- 26 - Mat van Hensbergen, Nederlands cameraman en acteur (overleden 2014)
- 28 - Yves Baré, Belgisch voetballer, trainer en spelersmakelaar (overleden 2010)
- 29 - Ellen Johnson Sirleaf, Liberiaans president en winnaar van de Nobelprijs voor de Vrede
- 30 - Ed Lauter, Amerikaans acteur (overleden 2013)
- 30 - Cyrille Tahay, Belgisch politicus (overleden 2021)

### november

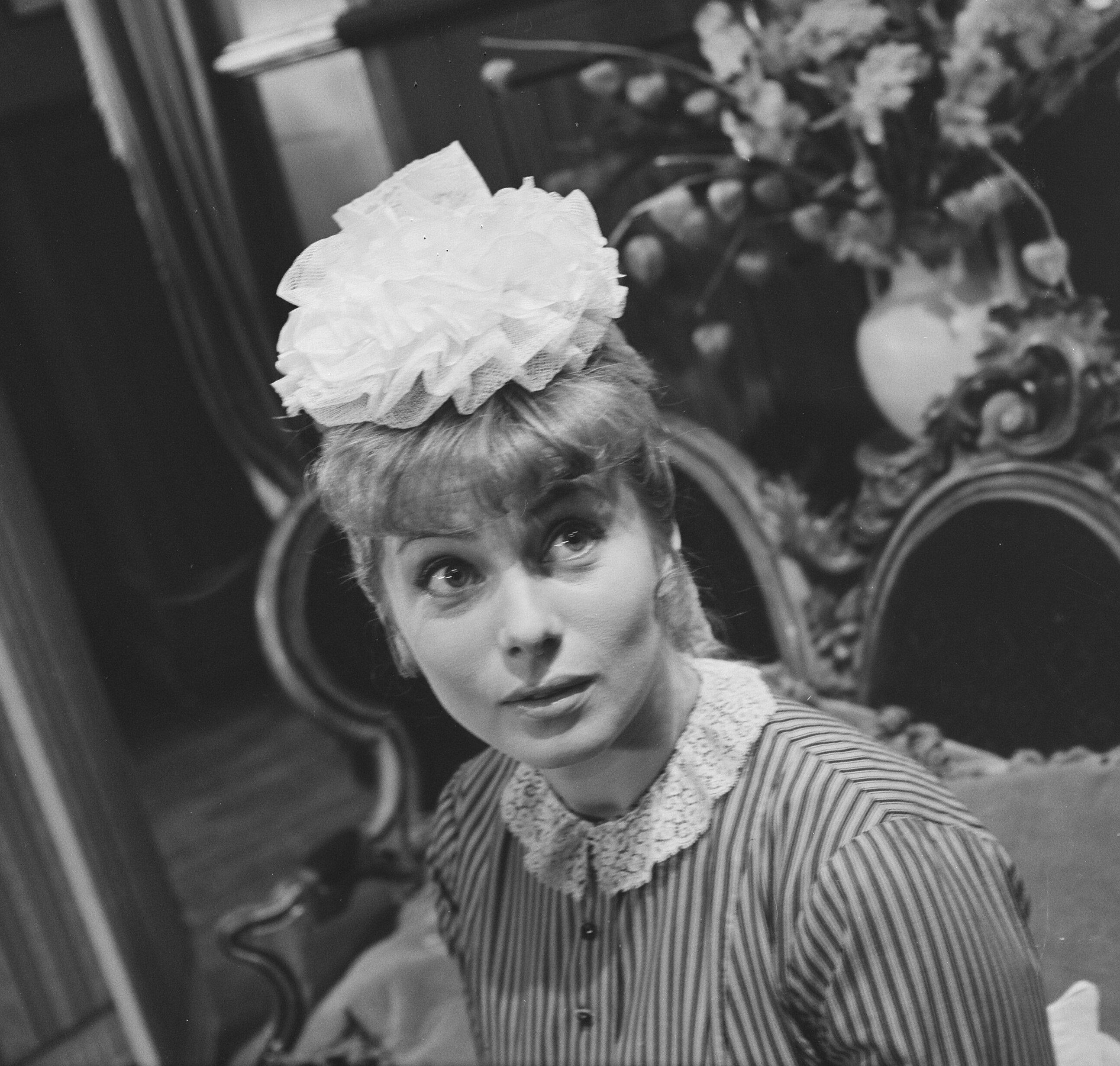
Pleuni Touw
8 november

- 2 - Ria Beckers, Nederlands politica en bestuurder (overleden 2006)
- 2 - Jeannine Knaepen, Belgisch atlete
- 2 - Richard Serra, Amerikaans beeldhouwer (overleden 2024)
- 2 - Koningin Sofia van Spanje
- 4 - Vitali Dirdira, Oekraïens-Sovjet zeiler (overleden 2024)
- 5 - Tim Ball, Canadees klimatoloog (overleden 2022)
- 5 - Joe Dassin, Frans-Amerikaans zanger en componist (overleden 1980)
- 5 - César Luis Menotti, Argentijns voetballer en voetbaltrainer (overleden 2024)
- 6 - P.J. Proby, Amerikaans singer-songwriter en acteur
- 8 - Pleuni Touw, Nederlands actrice
- 10 - Ogün Altıparmak, Turks voetballer (overleden 2025)
- 11 - Christina Guirlande, Vlaams schrijfster
- 12 - Benjamin Mkapa, Tanzaniaans politicus (overleden 2020)
- 13 - Warren Bernhardt, Amerikaans pianist (overleden 2022)
- 14 - Daniël Denys, Belgisch politicus (overleden 2008)
- 16 - Bram Biesterveld, Nederlands acteur (overleden 2025)
- 17 - Gordon Lightfoot, Canadees singer-songwriter (overleden 2023)
- 17 - Eddy Sedoc, Surinaams politicus en diplomaat (overleden 2011)
- 18 - Eugenio Montejo, Venezolaans dichter (overleden 2008)
- 19 - Ted Turner, Amerikaans mediamagnaat en oprichter van de nieuwszender CNN
- 20 - Richard Aoki, Amerikaans mensenrechtenactivist (overleden 2009)
- 20 - Rob van Rees, Nederlands politieman en presentator (overleden 2019)
- 21 - Jan Fillekers, Nederlands programmamaker en acteur
- 24 - Willy Claes, Belgisch politicus; 1994-1995 secretaris-generaal van de NAVO
- 26 - Humphrey Anson, Surinaams drummer (overleden 2022)
- 26 - Jaap van der Pol, Nederlands kunstschilder (overleden 2009)
- 27 - Laurent-Désiré Kabila, Congolees zakenman en politicus (overleden 2001)
- 27 - Apolo Nsibambi, Oegandees politicus (overleden 2019)
- 27 - Pasquale Squitieri, Italiaans filmregisseur, scenarioschrijver en politicus (overleden 2017)

### december

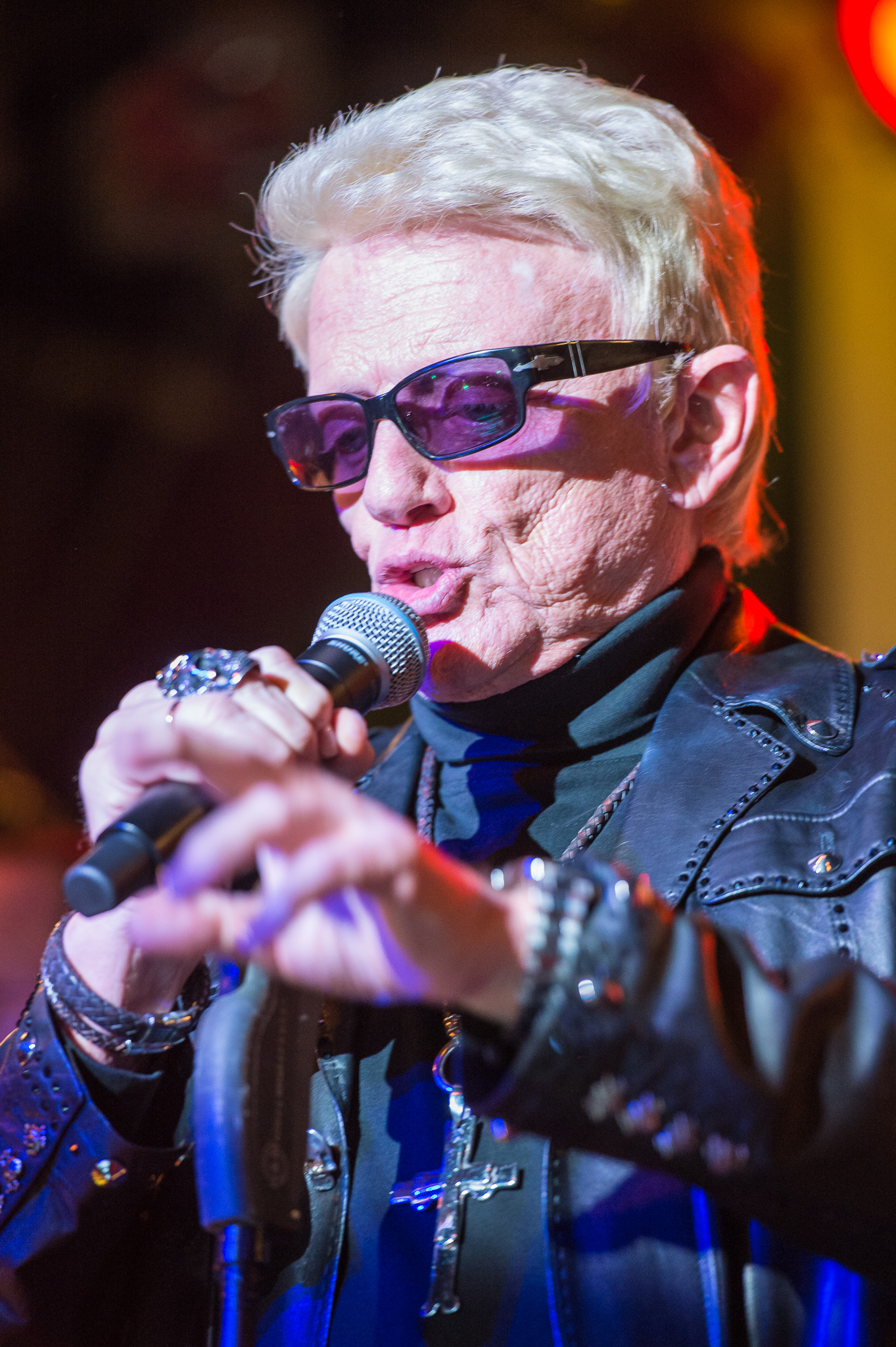
Heino
12 december

- 1 - Carlos Garnett, Panamees-Amerikaans jazzsaxofonist (overleden 2023)
- 2 - Luis Artime, Argentijns voetballer
- 3 - Saad Eddin Ibrahim, Egyptisch socioloog (overleden 2023)
- 3 - Werner Thissen, Duits geestelijke en aartsbisschop van de Rooms-Katholieke Kerk (overleden 2025)
- 4 - Anne Stallybrass, Brits actrice (The Onedin Line) (overleden 2021)
- 5 - J.J. Cale, Amerikaans zanger en gitarist (overleden 2013)
- 5 - Chris Lomme, Vlaams actrice
- 6 - Wilma Driessen, Nederlands operazangeres
- 8 - John Agyekum Kufuor, Ghanees president
- 9 - Waris Hussein, Brits-Indiaans film- en televisieregisseur
- 10 - Jan Sariman, Surinaams politicus (overleden 2000)
- 10 - Joeri Temirkanov, Russisch dirigent (overleden 2023)
- 11 - Cees Fasseur, Nederlands historicus en jurist (overleden 2016)
- 11 - Henk Votel, Nederlands acteur
- 12 - Lucio Cabañas, Mexicaans rebel en folklore (overleden 1974)
- 13 - Heino, Duits schlagerzanger
- 14 - Don Addrisi, Amerikaans singer-songwriter (overleden 1984)
- 14 - Leonardo Boff, Braziliaans theoloog
- 16 - Zbigniew Religa, Pools politicus (overleden 2009)
- 16 - Liv Ullmann, Noors actrice
- 17 - Peter Snell, Nieuw-Zeelands atleet (overleden 2019)
- 18 - Chas Chandler, Engels basgitarist en producer (overleden 1996)
- 18 - Leina Krespi, Braziliaans actrice (overleden 2009)
- 18 - Roger E. Mosley, Amerikaans acteur (overleden 2022)
- 19 - Jay Arnette, Amerikaans baskbetballer
- 19 - Karel Svoboda, Tsjechisch componist (overleden 2007)
- 21 - John Harvey, Brits auteur
- 22 - Bob Lazier, Amerikaans autocoureur (overleden 2020)
- 21 - Tony Darrow, Amerikaans acteur, filmproducent en scenarioschrijver
- 24 - Ralph Inbar, Nederlands tv-presentator en programmamaker (Bananasplit) (overleden 2004)
- 24 - H.C. ten Berge, Nederlands dichter, prozaschrijver en vertaler
- 25 - Dick Kuiper, Nederlands socioloog en politicus (overleden 2024)
- 25 - Wibo van de Linde, Nederlands journalist (overleden 2018)
- 26 - Lex Schoorel, Nederlands acteur en musicus
- 27 - Rolf Wolfshohl, Duits wielrenner (overleden 2024)
- 28 - Frank Kelly, Iers acteur (overleden 2016)
- 28 - Enrique Pérez Díaz (Pachín), Spaans voetballer (overleden 2021)
- 29 - Bart Berman, Nederlands-Israëlisch pianist
- 29 - Gianluigi Saccaro, Italiaans schermer (overleden 2021)
- 29 - Jon Voight, Amerikaans acteur
- 31 - Atje Keulen-Deelstra, Nederlands schaatsster (overleden 2013)
- 31 - Jan ter Laak, Nederlands vredesactivist (overleden 2009)

### datum onbekend
- René van Ast, Nederlands cellist (overleden 1985)
- Conny van Bergen, Nederlands zangeres
- Corrie van Dijk, Nederlands meteoroloog
- (augustus) Raidi, Tibetaans-Chinees politicus (overleden 2025)
- (maart) Rosalie Sprooten, Nederlands schrijfster

## Overleden
januari
- 5 - Karel Baxa (74), Tsjechisch politicus
- 21 - Georges Méliès (76), Frans filmmaker
- 26 - Jos. Schrijnen (68), Nederlands taalkundige

februari
- 6 - Marianne von Werefkin (77), Russisch schilderes
- 11 - Kazimierz Twardowski (71), Pools filosoof en logicus
- 12 - Maurits Sabbe (65), Belgisch schrijver
- 15 - Albert Kluyver (79), Nederlands taalkundige
- 18 - Edward Anseele (81), Belgisch politicus
- 18 - Alida Tartaud-Klein (64), Nederlands actrice

maart
- 1 - Gabriele d'Annunzio (74), Italiaans schrijver
- 4 - George Foster Peabody (85), Amerikaans ondernemer en filantroop
- 13 - Frederick George Jackson (78), Brits poolonderzoeker
- 15 - Nikolaj Boecharin (49), Sovjet-Russisch econoom
- 16 - Karl Giese (39), Duitse archivaris van het Institut für Sexualwissenschaft
- 31 - Willem Kloos (78), Nederlands dichter

april
- 2 - Hermanus Johannes Lovink (72), Nederlands politicus
- 12 - Fjodor Sjaljapin (65), Russisch operazanger
- 14 - Gillis Grafström (44), Zweeds kunstschaatser
- 18 - Miguel Oquelí Bustillo (82), Hondurees militair en politicus
- 26 - Pieter Vincent van Stein Callenfels (54), Nederlands historicus
- 27 - Edmond Rubbens (44), Belgisch politicus

mei
- 4 - Carl von Ossietzky (48), Duits journalist, pacifist en democraat
- 7 - Octavian Goga (57), Roemeens politicus
- 11 - Arnold Sauwen (81), Belgisch dichter
- 13 - Charles-Édouard Guillaume (77), Zwitsers natuurkundige en de ontdekker van invar
- 18 - Anton Lang (63), Duits acteur
- 18 - Johannes François Snelleman (85), Nederlands oriëntalist en etnoloog
- 30 - Raden Soetomo (49), Nederlands-Indisch arts en nationalist

juni
- 3 - John Flanagan (65), Amerikaans atleet
- 4 - Geertruida Carelsen (95), Nederlands schrijfster
- 6 - Rafaël Guízar y Valencia (60), Mexicaans bisschop, ordestichter en heilige
- 15 - Ernst Ludwig Kirchner (58), Duits kunstenaar

juli
- 4 - Suzanne Lenglen (39), Frans tennisster
- 5 - Alie Smeding (47), Nederlands romanschrijfster
- 16 - Samuel Insull (78), Amerikaans zakenman
- 18 - Marie van Edinburgh (62), koningin-consort van Roemenië
- 22 - Louis Heijermans (65), Nederlands sociaal geneeskundige
- 25 - Frans I (84), vorst van Liechtenstein (1929-1938)
- 28 - Lewis Clive (27), Brits roeier

augustus
- 1 - John Aasen (48), Amerikaans acteur
- 4 - Lambertus Hendricus Perquin (73), Nederlands priester en oprichter van de KRO
- 4 - Pearl White (49), Amerikaans actrice
- 7 - Konstantin Stanislavski (75), Russisch theatertheoreticus, acteur en regisseur
- 16 - Robert Johnson (27), Amerikaans bluesmuzikant
- 18 - Maurits Benjamin Mendes da Costa (87), Nederlands schrijver
- 31 - Otto Trobäck (65), Zweeds componist, dirigent en muziekpedagoog

september
- 8 - Cecilio Apostol (60), Filipijns dichter
- 8 - Agustín Magaldi (39), Argentijns tangozanger

oktober
- 12 - Jan van Oort (71), Nederlands kunstschilder en illustrator
- 16 - Henri Brutsaert (70), Belgisch politicus
- 17 - Karl Kautsky (84), Tsjechisch-Oostenrijks sociaaldemocratisch denker
- 17 - May Morris (76), Engels handwerkster en ontwerpster

november
- 10 - Mustafa Kemal Atatürk (57), Turks grondlegger en eerste president van het moderne Turkije
- 15 - André Blondel (75), Frans technicus en natuurkundige
- 21 - Leopold Godowsky (68), Pools-Amerikaans pianist en componist

december
- 2 - Paula de Waart (60), Nederlands toneel- en filmactrice
- 7 - Anna Marie Hahn (32), Duits-Amerikaanse seriemoordenares
- 18 - Johan Christiaan Schröder (67), Nederlands voetballer en journalist
- 25 - Karel Čapek (93), Tsjechisch schrijver
- 25 - Theodor Fischer (76), Duits architect en stedenbouwkundige
- 31 - Richard Roland Holst (70), Nederlands beeldend kunstenaar

## Weerextremen in België
- januari: januari met hoogste aantal neerslagdagen ooit: 28 (normaal 19).
- 12 februari: windstoten tot 142 km/h in Zeebrugge en de schade aan de kust is aanzienlijk.
- 20 maart: maximumtemperatuur van 23,8 °C in Oostende.
- maart: maart met hoogste gemiddelde maximumtemperatuur ooit: 13,9 °C (normaal 9 °C).
- 18 april: minimumtemperatuur van −3,8 °C in Ukkel.
- april: april met hoogste luchtdruk ooit: 1023,5 hPa (normaal 1014,2).
- 9 mei: minimumtemperatuur van −1,4 °C in Oostende.
- 3 augustus: maximumtemperatuur van 35,5 °C in Leopoldsburg.
- 26 oktober: minimumtemperatuur van −4,0 °C in Oostende.
- 20 december: minimumtemperatuur van −13,5 °C in Oostende, −15,8 °C in Ukkel en −20,7 °C op de Baraque Michel (Jalhay).

Bron: KMI Gegevens Ukkel 1901-2003 met aanvullingen 